# Roman Sarajew
Roman Nikołajewicz Sarajew (ros. Роман Николаевич Сараев, ur. 1903 w Zmijowym w guberni charkowskiej, zm. 1973) - funkcjonariusz radzieckich organów bezpieczeństwa, pułkownik, szef Zarządu NKWD w obwodzie tarnopolskim (1943-1946).

## Życiorys
Od sierpnia 1920 do września 1923 w powiatowym biurze politycznym Czeki/GPU w guberni charkowskiej, od października 1923 do lipca 1928 w okręgowym oddziale GPU w Charkowie, od lipca 1928 do września 1930 pełnomocnik i starzy pełnomocnik okręgowego oddziału GPU w Białej Cerkwi, od 1930 w WKP(b). Od września 1930 do grudnia 1933 starszy pełnomocnik, pełnomocnik operacyjny, szef Oddziału I, potem Oddziału III Wydziału Tajno-Politycznego Winnickiego Sektora Operacyjnego/Obwodowego Oddziału GPU w Winnicy, od grudnia 1933 do maja 1935 szef Wydziału Tajno-Operacyjnego Miejskiego Oddziału GPU/NKWD w Połtawie, od maja 1935 do sierpnia 1937 szef Wydziału Tajno-Politycznego Miejskiego Oddziału NKWD w Zaporożu, od 23 marca 1936 starszy lejtnant bezpieczeństwa państwowego. Od 4 sierpnia do 15 listopada 1937 szef Oddziału IV Zarządu Bezpieczeństwa Państwowego (UGB) Ukraińskiej SRR, w październiku-listopadzie 1937 szef Wydziału IV UGB Zarządu NKWD obwodu mikołajowskiego, od listopada 1937 do stycznia 1939 szef Wydziału IV UGB Zarządu NKWD obwodu kirowskiego, od stycznia do grudnia 1939 p.o. szefa Wydziału Ekonomicznego Zarządu NKWD obwodu kirowskiego, od 21 kwietnia 1939 kapitan bezpieczeństwa państwowego. Od stycznia 1940 do marca 1941 szef Wydziału Ekonomicznego NKWD Tatarskiej ASRR, od marca do września 1941 szef Wydziału Kontrwywiadowczego NKGB/NKWD Tatarskiej ASRR, od września 1941 do lipca 1942 szef Wydziału Specjalnego NKWD 7 Korpusu Powietrznodesantowego (Front Zachodni), od lipca 1942 do maja 1943 szef Sekretariatu Wydziału Specjalnego NKWD Frontu Wołchowskiego, od 11 lutego 1943 podpułkownik, od maja do listopada 1943 szef Wydziału Zarządu NKWD obwodu czelabińskiego. Od 15 listopada 1943 do 13 marca 1946 szef Zarządu NKWD obwodu tarnopolskiego, od 9 października 1944 pułkownik, od 13 marca 1946 do 28 stycznia 1947 szef Wydziału do Walki z Bandytyzmem NKWD/MWD Ukraińskiej SRR, od 28 stycznia do 23 marca 1947 szef Wydziału "2-N" MGB Ukraińskiej SRR, od czerwca do września 1947 p.o. szefa, a od 4 września 1947 do 12 lipca 1950 szef Zarządu MGB obwodu stanisławowskiego. Uczestnik walk z OUN-UPA na zachodniej Ukrainie, za co został odznaczony trzema orderami. Od 6 grudnia 1951 do 19 marca 1953 szef Zarządu MGB obwodu kijowskiego, od 19 marca do 25 września 1953 szef Zarządu MWD obwodu rówieńskiego, od 23 października 1953 do 1954 szef Zarządu IV MWD Ukraińskiej SRR, następnie w rezerwie.

## Odznaczenia
- Order Lenina (10 grudnia 1945)
- Order Czerwonego Sztandaru (trzykrotnie - 15 stycznia 1945, 29 października 1948 i 24 listopada 1950)
- Order Bohdana Chmielnickiego II klasy (20 października 1944)
- Order Wojny Ojczyźnianej I klasy (10 kwietnia 1945)
- Order Czerwonej Gwiazdy (3 listopada 1944)
- Order „Znak Honoru” (23 stycznia 1948)